# 丁公 (秦末)
丁公（？—前202年），名固，秦朝末年薛縣人，西漢大將季布同母异父的弟弟，司马贞认为他是季布的舅舅，西楚霸王項羽属下武將。
汉二年（前205年），刘邦在彭城之战中大败而逃，丁公率兵在彭城以西追击刘邦，两军短兵相接，刘邦急了，回头对丁公说：“你我两条好汉难道要互相迫害吗？”丁公便带兵返回，刘邦因此脱围而去。项羽死后，丁公拜见刘邦，刘邦把丁公带到军队中游行示众，说：“丁公作为项羽的臣子却不忠诚，让项羽失去天下的人，就是丁公。”于是刘邦斬殺了丁公并说：“让后世做臣子的人不要效仿丁公！”
關帝廟一百籤詩中第45籤的「高祖行軍遇丁公」是中上籤，代表由凶轉吉。

## 延伸阅读
[在维基数据编辑]
 《史記/卷100》，出自司馬遷《史記》